# Epidendrum
Epidendrum abreujat Epi en el comerç hortícola, és un gènere neotropical de la família de les orquídies. Amb més de 1.500 espècies, en la seva majoria d'hàbits epífits, de la subtribu Laeliinae'', de la família Orchidaceae.

## Distribució i ecologia
Es troben en l'Amèrica tropical des de Florida, fins al nord de l'Argentina.
Els membres d'aquest gènere poden ser colonitzadors molt agressius d'hàbitats alterats, i moltes espècies que abans eren rares en aquest gènere s'han tornat més comunes com a resultat de les activitats humanes. Per exemple, algunes d'aquestes plantes es poden trobar en major abundància creixent terrestrement al llarg dels talls de carreteres a tota la seva distribució nativa com a resultat de la construcció de carreteres.
Moltes d'aquestes espècies són relativament fàcils de cultivar en compost d'humus ric amb una mica de sorra. Les plantes s'assemblen típicament als Dendrobium en forma i hàbit, encara que tendeixen a ser terrestres més que litofítiques i epífites, i ho fan millor en un substrat ric en humus i ben airejat.
La majoria dels membres d'altitud d'aquest gènere dels boscos núvols desafien el cultiu fora del seu hàbitat, i s'informa que fins i tot moure una planta d'un lloc a un altre en el mateix arbre hoste a l'hàbitat provocarà la mort de la planta, possiblement a causa de a la dependència d'un simbiont de fongs micorrízics específic.
A causa de les grans diferències entre vegetació, grandària de la flor i aparença, moltes de les espècies d'aquest grup s'han separat per a formar els seus propis gèneres, tal com Barkeria, Dimerandra, Encyclia, i Oerstedella. Amb la intenció d'organitzar i classificar les espècies sobrants del grup, es poden dividir en 50 subgrups naturals. És per això que es poden veure espècies d'Epidendrum classificades en un dels molts subgèneres, tal com Diothonea, Epidanthus, Epidendropsis, Neolehmannia, Neowilliamsia i uns altres. No obstant això, encara queda molt de treball per fer per posar ordre en aquest gènere.